# Том Маккарті (хокеїст, 1934)
Том Маккарті (англ. Tom McCarthy; 15 вересня 1934, Торонто — 20 січня 1992, Торонто) — канадський хокеїст, що грав на позиції крайнього нападника.

## Ігрова кар'єра
Професійну хокейну кар'єру розпочав 1955 року.
Протягом професійної клубної ігрової кар'єри, що тривала 16 років, захищав кольори команд «Детройт Ред-Вінгс» та «Бостон Брюїнс».